# Jakob Breyne

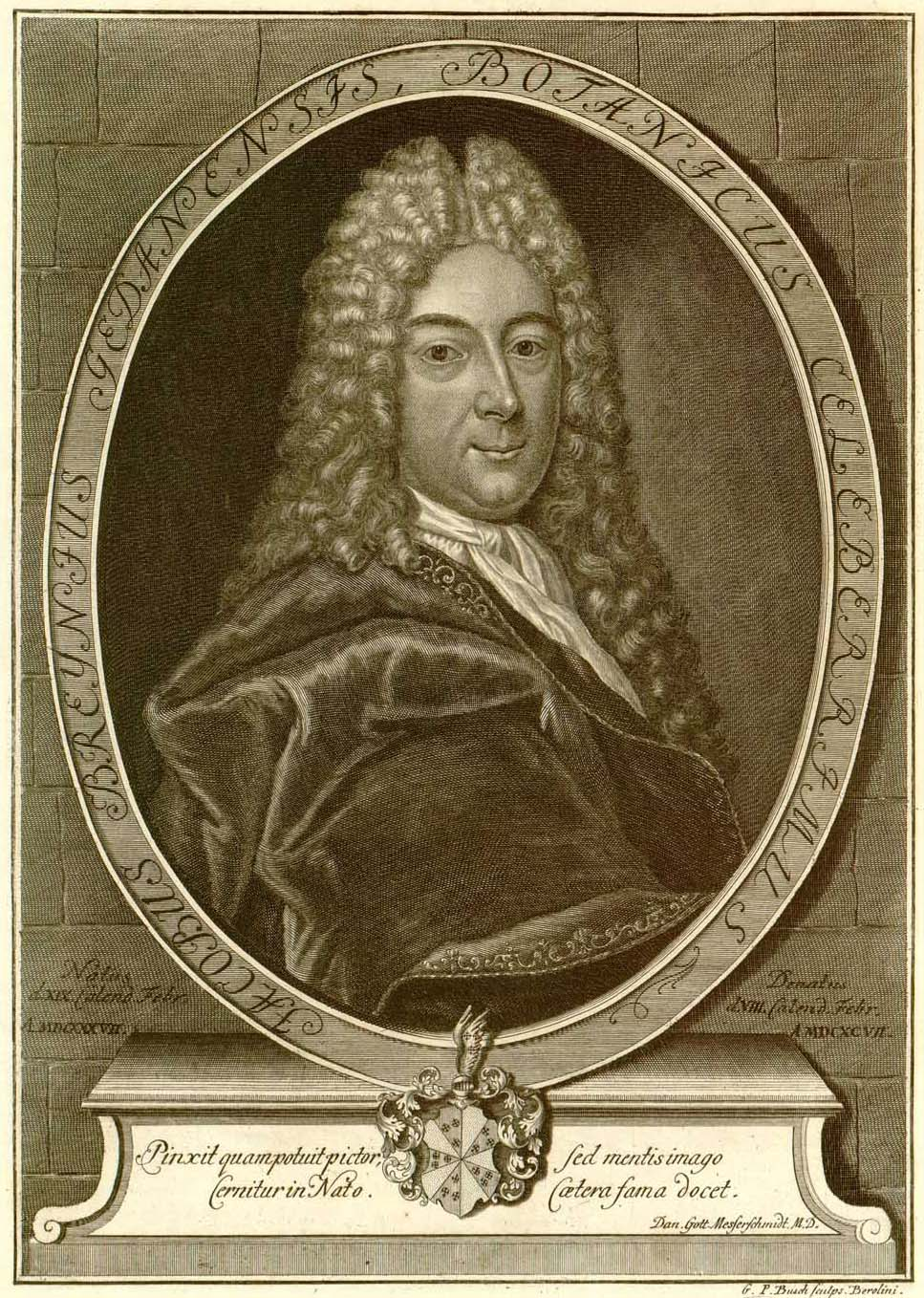
Porträt von Jakob Breyne, aus Prodromus fasciculi rariorum plantarum (1739)

Jakob Breyne (* 14. Januar 1637 in Danzig, Polen-Litauen; † 25. Januar 1697 ebenda) war ein Danziger Kaufmann und Botaniker. Sein offizielles botanisches Autorenkürzel lautet „Breyne“.

## Leben und Wirken
Breyne ist ein Sohn seines gleichnamigen Vaters Jakob Breyne und dessen Ehefrau Maria Anna Moorman. Die Familie Breyne stammte ursprünglich aus Brabant. Sein Urgroßvater Matthias Brayne floh nach der Belagerung von Antwerpen 1585 mit seiner protestantischen Familie vor den spanischen Repressalien nach Wesel. Dessen Nachfahren ließen sich in Köln, Wales, Belgien und Danzig nieder. Sein Vater verschiffte die Polnische Karminschildlaus (Porphyrophora polonica), aus der ein rotes Färbemittel gewonnen wurde, über Amsterdam nach Leiden.
Breyne besuchte das Akademische Gymnasium Danzig, wo er bei Christian Mentzel botanische Vorlesungen hörte und mit dem er botanische Exkursionen in die Umgebung von Danzig unternahm, um einheimische Pflanzen zu sammeln. Anfang 1650 wurde er zu seinem Onkel Pieter Breyne nach Leiden geschickt, um zum Kaufmann ausgebildet zu werden. Nebenher besuchte der an der Universität Leiden die botanischen Vorlesungen von Adolphus Vorstius.
Nach dem Tod seines Vaters 1655 musste er nach Danzig zurückkehren, um dessen Geschäft fortzuführen. 1665 heiratete er Sarah Rogge, die Tochter eines Münzmeisters aus Danzig.
Zwischen 1672 und 1674 veröffentlichte Breyne in den Miscellanea Curiosa der Academia Naturae Curiosorum 23 kürzere Abhandlungen. 1678 vollendete er das Werk Exoticarum aliarumque minus cognitarum plantarum centuria prima, eine Abhandlung zu 102 Pflanzenarten, die überwiegend vom Kap der Guten Hoffnung stammen. In Prodromi fasciculi rariorum plantarum (1680 und 1689) beschrieb er seltene Pflanzen aus niederländischen Gärten. 1739 gab sein Sohn Johann Philipp Breyne das um 30 Kupferstiche bereicherte Werk neu heraus.
Breyne korrespondierte mit zahlreichen Zeitgenossen, darunter Gottfried Sellius, Herman Boerhaave, Johannes Burman, Adriaan van Royen, Johann Friedrich Gronovius, George Clifford, Nicolaas Witsen, Peter Hotton, Frederik Ruysch, Lambert ten Kate (1674–1731). Der Nachlass der Familie Breyne befindet sich in der Forschungsbibliothek Gotha.

## Ehrungen
Charles Plumier benannte ihm zu Ehren eine Gattung als „Breynia“ der Pflanzenfamilie Phyllanthaceae. Carl von Linné übernahm später diesen Namen. Linnés Name wurde später zurückgewiesen (nom. rej.). Die Gattung Breynia J.R.Forst. & G.Forst. (1776, nom. cons.) der Familie Phyllanthaceae wurde ihm und seinem Sohn zu Ehren benannt. Die Gattung Breyniopsis Beille (1925) der Familie Phyllanthaceae ehrt ihn allein.

## Schriften (Auswahl)
Bücher
- Exoticarum aliarumque minus cognitarum plantarum centuria prima […]. Danzig [1674–]1678 (Digitalisat).
- Prodromus fasciculi rariorum plantarum:
  - Prodromus fasciculi rariorum plantarum, anno M.DC.LXXIX in hortis celeberrimis Hollandiae […]. Danzig 1680 (Digitalisat, Digitalisat).
  - Prodromus fasciculi rariorum plantarum secundus […] anno M.DC.LXXXIIX […]. Danzig 1689 (Digitalisat).
  - Prodromi fasciculi rariorum plantarum primus et secundus […]. Danzig 1739 (Digitalisat,  Digitalisat) – herausgegeben von Johann Philipp Breyne.

Zeitschriftenbeiträge
- De Musco pulmonario terrestri sanguineo. In: Miscellanea Curiosa […] sive Ephemeridum […] anni M DC LXXII. […]. Leipzig / Frankfurt 1672, S. 509–510 (Digitalisat, Digitalisat).
  - Von dem rothen Erdenlungenmoos. In: Der Roemisch Kaiserlichen Akademie der Naturforscher auserlesene […] Abhandlungen. Teil 3, Endter und Engelbrecht, Nürnberg 1756, S. 436–437 (Digitalisat, Digitalisat).
- De felicissima icteri diuturni curatione per muscum pulmonarium quercinum. In: Miscellanea Curiosa […] sive Ephemeridum […] anni M DC LXXII. […]. Leipzig / Frankfurt 1672, S. 511 (Digitalisat, Digitalisat).
  - Von der glueklichen Heilung einer langwierigen Gelbsucht vermittelst des Eichenlungenmooses. In: Der Roemisch Kaiserlichen Akademie der Naturforscher auserlesene […] Abhandlungen. Teil 3, Endter und Engelbrecht, Nürnberg 1756, S. 437–438 (Digitalisat, Digitalisat).
- De amomo Arabum. In: Miscellanea Curiosa […] sive Ephemeridum […] anni M DC LXXII. […]. Leipzig / Frankfurt 1672, S. 512–513 (Digitalisat, Digitalisat).
  - Von dem Arabischen Amomum. In: Der Roemisch Kaiserlichen Akademie der Naturforscher auserlesene […] Abhandlungen. Teil 3, Endter und Engelbrecht, Nürnberg 1756, S. 438–439 (Digitalisat, Digitalisat).
- De Amygdalo holoserico capitis bonae spei. In: Miscellanea Curiosa […] sive Ephemeridum […] anni M DC LXXII. […]. Leipzig / Frankfurt 1672, S. 513 (Digitalisat, Digitalisat).
  - Von denen gleichsam wie mit Sammet ueberzogenen Mandeln des Vorgebirgs der guten Hoffnung. In: Der Roemisch Kaiserlichen Akademie der Naturforscher auserlesene […] Abhandlungen. Teil 3, Endter und Engelbrecht, Nürnberg 1756, S. 440 (Digitalisat, Digitalisat).
- De Ligno Guianensi Citrato, vel, si mavis, Odore Et Sapore Coriandri. In: Miscellanea Curiosa […] sive Ephemeridum […] anni M DC LXXII. […]. Leipzig / Frankfurt 1672, S. 514 (Digitalisat, Digitalisat).
  - Von einem Guineischen Holze, welches einen Geruch und Geschmak wie Citronen oder Coriander hatte. In: Der Roemisch Kaiserlichen Akademie der Naturforscher auserlesene […] Abhandlungen. Teil 3, Endter und Engelbrecht, Nürnberg 1756, S. 440 (Digitalisat, Digitalisat).
- De Radice Arboris Jacae. In: Miscellanea Curiosa […] sive Ephemeridum […] anni M DC LXXII. […]. Leipzig / Frankfurt 1672, S. 514 (Digitalisat, Digitalisat).
  - Von der Wurzel des Indianischen Baumes, Jaca. In: Der Roemisch Kaiserlichen Akademie der Naturforscher auserlesene […] Abhandlungen. Teil 3, Endter und Engelbrecht, Nürnberg 1756, S. 441 (Digitalisat, Digitalisat).
- De Radice Tauzarghanta sive Tauzarghenta. In: Miscellanea Curiosa […] sive Ephemeridum […] anni M DC LXXII. […]. Leipzig / Frankfurt 1672, S. 515 (Digitalisat, Digitalisat).
  - Von der Wurzel Tauzarghanta oder Tauzarghenta. In: Der Roemisch Kaiserlichen Akademie der Naturforscher auserlesene […] Abhandlungen. Teil 3, Endter und Engelbrecht, Nürnberg 1756, S. 441–442 (Digitalisat, Digitalisat).
- De Tacamahacca liquida. In: Miscellanea Curiosa […] sive Ephemeridum […] anni M DC LXXII. […]. Leipzig / Frankfurt 1672, S. 516–517 (Digitalisat, Digitalisat).
  - Von der flueszigen Tacamahacca. In: Der Roemisch Kaiserlichen Akademie der Naturforscher auserlesene […] Abhandlungen. Teil 3, Endter und Engelbrecht, Nürnberg 1756, S. 442–442 (Digitalisat, Digitalisat).
- De Resina Ambrae facie Guianaica. In: Miscellanea Curiosa […] sive Ephemeridum […] anni M DC LXXII. […]. Leipzig / Frankfurt 1672, S. 517 (Digitalisat, Digitalisat).
  - Von einem Guineischen dem grauen Amber aehnlichen Harze. In: Der Roemisch Kaiserlichen Akademie der Naturforscher auserlesene […] Abhandlungen. Teil 3, Endter und Engelbrecht, Nürnberg 1756, S. 44 (Digitalisat, Digitalisat).
- De terra Guianensi foetida. In: Miscellanea Curiosa […] sive Ephemeridum […] anni M DC LXXII. […]. Leipzig / Frankfurt 1672, S. 518 (Digitalisat, Digitalisat).
  - Von einer stinkenden Guineischen Erde. In: Der Roemisch Kaiserlichen Akademie der Naturforscher auserlesene […] Abhandlungen. Teil 3, Endter und Engelbrecht, Nürnberg 1756, S. 444–445 (Digitalisat, Digitalisat).

- De quercu nivea, ubi aliarum etiam quarundam Plantarum foliis versicoloribus, fit mentio. In: Miscellanea Curiosa […] sive Ephemeridum […] anni M DC LXXIII. & M DC LXXIV. […]. Leipzig / Frankfurt 1673–1674, S. 138–139 (Digitalisat, Digitalisat).
  - Von einer weiszblaetterichten Eiche, und den vielfarbigen Blaettern einiger andern Pflanzen. In: Der Roemisch Kaiserlichen Akademie der Naturforscher auserlesene […] Abhandlungen. Teil 4, Endter und Engelbrecht, Nürnberg 1757, S. 179–180 (Digitalisat, Digitalisat).
- De Arbore Canella Zeilanica, & de Arbore Camphorifera Japonica. In: Miscellanea Curiosa […] sive Ephemeridum […] anni M DC LXXIII. & M DC LXXIV. […]. Leipzig / Frankfurt 1673–1674, S. 139–141 (Digitalisat, Digitalisat).
  - Von dem Zeilanischen Zimmetbaum und von dem Japonischen Campherbaum. In: Der Roemisch Kaiserlichen Akademie der Naturforscher auserlesene […] Abhandlungen. Teil 4, Endter und Engelbrecht, Nürnberg 1757, S. 180–183 (Digitalisat, Digitalisat).
- De Cortice Aromatico Indiae Orientalis Canellae Facie. In: Miscellanea Curiosa […] sive Ephemeridum […] anni M DC LXXIII. & M DC LXXIV. […]. Leipzig / Frankfurt 1673–1674, S. 141 (Digitalisat, Digitalisat).
  - Von einer gewuerzhaften Ostindianischen Rinde, welche, dem aeusserlichen Ansehen nach, der Zimmet gleichet. In: Der Roemisch Kaiserlichen Akademie der Naturforscher auserlesene […] Abhandlungen. Teil 4, Endter und Engelbrecht, Nürnberg 1757, S. 183–184 (Digitalisat, Digitalisat).
- De foliis arboris Guyanaicae colorem purpureum fundentibus. In: Miscellanea Curiosa […] sive Ephemeridum […] anni M DC LXXIII. & M DC LXXIV. […]. Leipzig / Frankfurt 1673–1674, S. 142–143 (Digitalisat, Digitalisat).
  - Von den Blaettern eines Gujanischen Baumes, welche eine Purpurfarbe geben. In: Der Roemisch Kaiserlichen Akademie der Naturforscher auserlesene […] Abhandlungen. Teil 4, Endter und Engelbrecht, Nürnberg 1757, S. 184 (Digitalisat, Digitalisat).
- De Mogori frutice. In: Miscellanea Curiosa […] sive Ephemeridum […] anni M DC LXXIII. & M DC LXXIV. […]. Leipzig / Frankfurt 1673–1674, S. 143 (Digitalisat, Digitalisat).
  - Von der Indianischen Staude Mogori. In: Der Roemisch Kaiserlichen Akademie der Naturforscher auserlesene […] Abhandlungen. Teil 4, Endter und Engelbrecht, Nürnberg 1757, S. 185 (Digitalisat, Digitalisat).
- De Bulbo Liliaceo vomitorio Capitis Bonae Spei . In: Miscellanea Curiosa […] sive Ephemeridum […] anni M DC LXXIII. & M DC LXXIV. […]. Leipzig / Frankfurt 1673–1674, S. 143–144 (Digitalisat, Digitalisat).
  - Von einer Lilienzwiebel des Vorgebirgs der guten Hoffnung, welche Erbrechen verursachet. In: Der Roemisch Kaiserlichen Akademie der Naturforscher auserlesene […] Abhandlungen. Teil 4, Endter und Engelbrecht, Nürnberg 1757, S. 186 (Digitalisat, Digitalisat).
- De Chrysocome sive stoechade ignescente. In: Miscellanea Curiosa […] sive Ephemeridum […] anni M DC LXXIII. & M DC LXXIV. […]. Leipzig / Frankfurt 1673–1674, S. 144 (Digitalisat, Digitalisat).
  - Von den feuerfarbigen Rheinblumen. In: Der Roemisch Kaiserlichen Akademie der Naturforscher auserlesene […] Abhandlungen. Teil 4, Endter und Engelbrecht, Nürnberg 1757, S. 187 (Digitalisat, Digitalisat).
- De convolvulo heptaphyllo indico villoso . In: Miscellanea Curiosa […] sive Ephemeridum […] anni M DC LXXIII. & M DC LXXIV. […]. Leipzig / Frankfurt 1673–1674, S. 145 (Digitalisat, Digitalisat).
  - Von einer rauhhaarigen siebenblaetterigen Indianischen Winde. In: Der Roemisch Kaiserlichen Akademie der Naturforscher auserlesene […] Abhandlungen. Teil 4, Endter und Engelbrecht, Nürnberg 1757, S. 187–188 (Digitalisat, Digitalisat).
- De planta scandente hederaceis foliis Zeilanica. In: Miscellanea Curiosa […] sive Ephemeridum […] anni M DC LXXIII. & M DC LXXIV. […]. Leipzig / Frankfurt 1673–1674, S. 145 (Digitalisat, Digitalisat).
  - Von einer Zeilanischen Pflanze, welche sich um andere Gewaechse windet, und dem Epheu aehnliche Blaetter traeget. In: Der Roemisch Kaiserlichen Akademie der Naturforscher auserlesene […] Abhandlungen. Teil 4, Endter und Engelbrecht, Nürnberg 1757, S. 188 (Digitalisat, Digitalisat).
- De Apocyno Indico minori nummulariae foliis. In: Miscellanea Curiosa […] sive Ephemeridum […] anni M DC LXXIII. & M DC LXXIV. […]. Leipzig / Frankfurt 1673–1674, S. 145–146 (Digitalisat, Digitalisat).
  - Von dem kleinen Indianischen Apocynum, dessen Blaetter den Blaettern des Pfennigkrauts aehnlich sind. In: Der Roemisch Kaiserlichen Akademie der Naturforscher auserlesene […] Abhandlungen. Teil 4, Endter und Engelbrecht, Nürnberg 1757, S. 189 (Digitalisat, Digitalisat).
- De Buglosso Echioide Indico, convolvuli coerulei minoris folio. In: Miscellanea Curiosa […] sive Ephemeridum […] anni M DC LXXIII. & M DC LXXIV. […]. Leipzig / Frankfurt 1673–1674, S. 146 (Digitalisat, Digitalisat).
  - Von einer Art einer Indianischen wilden Ochsenzunge, welche Blaetter wie die kleine blaue Winde traeget. In: Der Roemisch Kaiserlichen Akademie der Naturforscher auserlesene […] Abhandlungen. Teil 4, Endter und Engelbrecht, Nürnberg 1757, S. 189–190 (Digitalisat, Digitalisat).

- De Selagine tertia thalii. In: Miscellanea Curiosa […] sive Ephemeridum […] anni M DC LXXIII. & M DC LXXIV. […]. Leipzig / Frankfurt 1673–1674, S. 192 (Digitalisat, Digitalisat).
  - Von dem Maschlaber. (Selago tertia Thalii.). In: Der Roemisch Kaiserlichen Akademie der Naturforscher auserlesene […] Abhandlungen. Teil 4, Endter und Engelbrecht, Nürnberg 1757, S. 233–234 (Digitalisat, Digitalisat).
- De fungo Coriaceo Quercino haematode. In: Miscellanea Curiosa […] sive Ephemeridum […] anni M DC LXXIII. & M DC LXXIV. […]. Leipzig / Frankfurt 1673–1674, S. 194–195 (Digitalisat, Digitalisat).
  - Von einem blutstillenden lederartigen Eichenschwamm. In: Der Roemisch Kaiserlichen Akademie der Naturforscher auserlesene […] Abhandlungen. Teil 4, Endter und Engelbrecht, Nürnberg 1757, S. 235–236 (Digitalisat, Digitalisat).
- De fungo barbato Quercino teterrimi odoris foetido. In: Miscellanea Curiosa […] sive Ephemeridum […] anni M DC LXXIII. & M DC LXXIV. […]. Leipzig / Frankfurt 1673–1674, S. 195 (Digitalisat, Digitalisat).
  - Von einem baertigen und abscheulich stinkenden Schwamme einer Eiche. In: Der Roemisch Kaiserlichen Akademie der Naturforscher auserlesene […] Abhandlungen. Teil 4, Endter und Engelbrecht, Nürnberg 1757, S. 236–237 (Digitalisat, Digitalisat).
- De fungo cornu dorcadis facie. In: Miscellanea Curiosa […] sive Ephemeridum […] anni M DC LXXIII. & M DC LXXIV. […]. Leipzig / Frankfurt 1673–1674, S. 195 (Digitalisat, Digitalisat).
  - Von einem dem Geweih eines Damhirschen aehnlichen Schwamme. In: Der Roemisch Kaiserlichen Akademie der Naturforscher auserlesene […] Abhandlungen. Teil 4, Endter und Engelbrecht, Nürnberg 1757, S. 237 (Digitalisat, Digitalisat).
- De Fungo Sinensi antidotali, Lac tigridis dicto. In: Miscellanea Curiosa […] sive Ephemeridum […] anni M DC LXXIII. & M DC LXXIV. […]. Leipzig / Frankfurt 1673–1674, S. 195 (Digitalisat, Digitalisat).
  - Von einem Sinesischen dem Gift widerstehenden Schwamme, die Tiegermilch (lac tigridis) genannt. In: Der Roemisch Kaiserlichen Akademie der Naturforscher auserlesene […] Abhandlungen. Teil 4, Endter und Engelbrecht, Nürnberg 1757, S. 238 (Digitalisat, Digitalisat).